# Яковенко, Александр Николаевич
Алекса́ндр Никола́евич Якове́нко (род. 25 августа 1952, Енакиево, Сталинская область) — украинский политический деятель, лидер Коммунистической партии рабочих и крестьян Украины.

## Биография
После службы в армии в 1972 году Александр Яковенко три года работал электриком доменного цеха енакиевского металлургического завода. До 1977 года он был пионервожатым в лагере «Артек». Следующий год Александр Яковенко провёл в качестве секретаря одной из ялтинских комсомольских организаций. После этого он три года проработал заведующим енакиевского филиала донецкого краеведческого музея. Побыв потом два года ответственным секретарём енакиевской организации общества «Знание», Александр Яковенко пошёл в политику и до 1994 года занимал разные посты в енакиевских органах законодательной власти. Параллельно он с 1991 года заведовал сельскохозяйственным предприятием «Нуклеус».
Летом 1993 года в Донецке была возрождена Коммунистическая партия Украины (КПУ), в которую Александр Яковенко поспешил вступить. Менее чем через год, на весенних выборах в Верховную раду Украины он был избран народным депутатом от Енакиевского одномандатного (№ 124) избирательного округа как кандидат от КПУ. Спустя четыре года Александр Яковенко во второй раз стал украинским парламентарием, на этот раз от одномандатного избирательного округа № 50.
Вскоре Александр Яковенко вступил в конфликт с партийным руководством КПУ и 17 марта 2001 года им была основана Коммунистическая партия рабочих и крестьян, главой которой он и был избран. На парламентских выборах 2002 года Александр Яковенко выступал под номером 2 избирательного списка своей партии, но ввиду того, что она не преодолела четырёхпроцентный барьер, депутатом в третий раз он не стал.
31 октября 2004 года Александр Яковенко участвовал в выборах президента Украины, на которых за него проголосовали 218 214 избирателей (0,78 % голосов, седьмое место из 24). После своего поражения на выборах Александр Яковенко ушёл на задний план украинской политики.
Среди прочего Александр Яковенко закончил Костромской педагогический институт и Донецкий государственный университет.